# Otophryne
Otophryne – rodzaj płazów bezogonowych z podrodziny Otophryninae w rodzinie wąskopyskowatych (Microhylidae).

## Zasięg występowania
Rodzaj obejmuje gatunki występujące we wschodniej Kolumbii i gujańskiej Wenezueli do Gujany Francuskiej i sąsiedniej Brazylii.

## Systematyka

### Etymologia
Otophryne: gr. ους ous, ωτος ōtos „ucho”; φρυνη phrunē, φρυνης phrunēs „ropucha”.

### Podział systematyczny
Do rodzaju należą następujące gatunki:
- Otophryne pyburni Campbell & Clarke, 1998
- Otophryne robusta Boulenger, 1900
- Otophryne steyermarki Rivero, 1968